# Gerold d'Oldenbourg
Gerold d'Oldenbourg, mort le 13 août 1163 à Bosau (actuel Land de Schleswig-Holstein), est un homme d'Église allemand proche du duc de Saxe et de Bavière Henri le Lion. Il devient évêque d'Oldenbourg en 1155, puis évêque de Lübeck en 1160, le siège épiscopal ayant été transféré de l'une à l'autre ville, distantes d'une soixantaine de kilomètres.
Le nom d'« Oldenbourg » fait référence à la ville d'Oldenbourg en Holstein (actuel Schleswig-Holstein), qui a 10 000 habitants, et nom pas à son homonyme plus connue de Basse-Saxe (170 000 habitants). 

## Biographie
Gerold est originaire de la patrie souabe des Welf.[pas clair]

### Débuts
Il est présent à la cour de Henri le Lion, duc de Saxe de 1142 à 1195, à Brunswick en tant que chapelain de la cour et écolâtre de église collégiale Saint-Blaise et Saint Jean-Baptiste de Brunswick (Stiftskirche St. Blasius’ und St. Johannis des Täufers).

### Nomination comme évêque d'Oldenbourg (1155)
En 1155, il est nommé par la duchesse Clémence de Zähringen, première épouse d'Henri le Lion pour succéder à Vicelin (de), mort en 1154, comme évêque d'Oldenbourg (Oldenbourg en Holstein). Mais, comme Vicelin, Gerold est victime du conflit entre l'archevêque de Brême Hartwig (de) et Henri le Lion. Gerold étant un partisan de Henri le Lion, l'archevêque refuse en tant que métropolite, de consacrer Gerold, remettant en cause la procédure canonique[pas clair].
Henri le Lion résout le problème en emmenant Gerold avec lui dans son expédition en Italie en 1155. Là, il obtient du pape Adrien IV la consécration de Gerold, seulement à la deuxième tentative, le pape ayant hésité à outrepasser les droits de l'archevêque. 

### Évêque d'Oldenbourg résidant à Eutin
Après sa consécration, Gerold reste d'abord dans le cercle d'Henri le Lion et n'entre pas tout de suite dans son évêché, mais exhorte plutôt le duc à fournir une base matérielle suffisante au diocèse. 
Cela pousse[pas clair] à travers la dotation supplémentaire du diocèse avec Eutin et trois villages voisins et des terres du comte Adolphe II de Holstein. Gerold fonde alors un marché et un château à Eutin. En 1156, Gerold s'installe dans ce château, et non pas à Oldenbourg, la ville étant complètement désolée, ni dans la demeure provisoire installée par Vicelin à Bosau.
Gerold réussit à faire revenir le stift[pas clair] de Segeberg, précédemment transféré à Högersdorf, à Segeberg afin que le personnel nécessaire aux services solennels soit disponible à la périphérie de son diocèse. 
Il relance la christianisation des Slaves et fait construire des églises à Oldenbourg, Süsel, Ratekau, Gleschendorf et Lütjenburg.

### Transfert du siège épiscopal à Lübeck (vers 1160)
En 1160), le siège épiscopal est déplacé à Lübeck par Henri le Lion à la demande de Gerold. En 1163, le duc ordonne la construction à Lübeck d'une nouvelle église (à la place d'une église romane). Cette église consacrée à la Vierge Marie, à Jean le Baptiste et à Nicolas de Myre devient la cathédrale de Lübeck. Au même moment, sont fondés un chapitre de chanoines et l'abbaye Saint-Jean de Lübeck.

### Conflit avec la maison de Holstein
Gerold a un grave conflit avec la maison de Holstein, qui a entrepris de coloniser des territoires de Wagrie et refuse de payer les dîmes dues à l'évêque. Dans ce cas aussi, Gerold doit recourir à l'autorité d'Henri le Lion pour obtenir gain de cause.

### Mort et funérailles (1163)
L'année de la consécration de la cathédrale de Lübeck, Gerold entreprend une tournée pastorale dans son diocèse. 
Après une foire à Lütjenburg, Gerold s'effondre[pas clair]. Emmené à Bosau, il y meurt le 13 août 1163. Il est inhumé dans sa cathédrale. 
Le successeur de Gerold comme évêque de Lübeck en 1164 est son frère, l'abbé de Riddagshausen (de), Konrad (de).

## Le supposé tombeau de Gerold
À l'occasion des dommages causés par le bombardement de Lübeck en 1942, une crypte découverte sous le chœur de la cathédrale, dans la zone où se trouvait l'ancienne abside romane, est d'abord considérée comme le lieu d'inhumation de Gerold. Les quatre faces du tombeau sont peintes de scènes de crucifixion. 
Cependant des investigations plus récentes ont abouti à la conclusion que cette crypte date de la période 1335-1342 et qu'il ne s'agit pas du tombeau de Gerold. Cependant, les fresques qu'il contient sont documentées photographiquement depuis son ouverture[pas clair]. 